# Jaú do Tocantins
Jaú do Tocantins es un municipio brasileño del estado del Tocantins.

## Geografía
Se localiza a una latitud 12°39′18″ S y a una longitud 48°35′36″ O, estando a una altitud de 365 metros. Su población estimada en 2004 era de 3.227 habitantes.